# Dermot Bolger

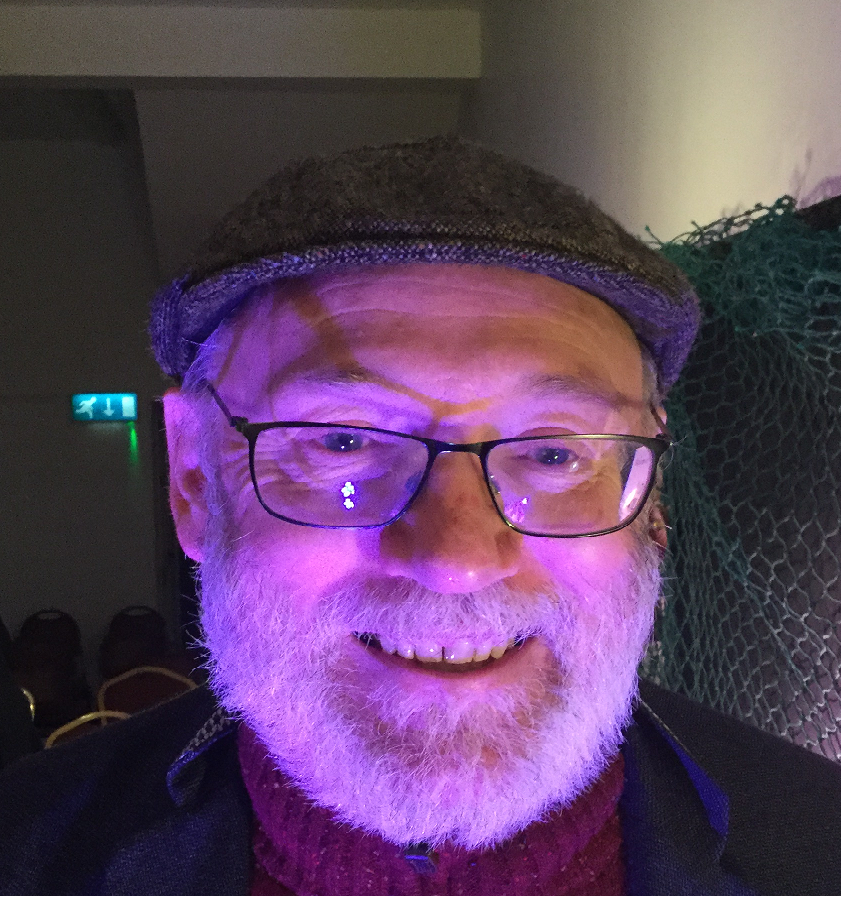
Dermot Bolger (2019)

Dermot Bolger (geboren am 6. Februar 1959 in Dublin) ist ein irischer Schriftsteller, Herausgeber und Verleger. Über seine literarischen Aktivitäten hinaus gilt er seit Ende der 1970er Jahre als einer der wichtigen Inspiratoren im irischen Kulturleben.

## Leben und Werk
Bolger wurde 1959 in Finglas im Norden Dublins geboren, das damals noch ein eher proletarisch geprägter Vorort Dublins war. Die Erfahrungen und Gefühle von Arbeitern stehen auch im Mittelpunkt einiger seiner Werke. Bolger besuchte das Beneavin College, eine katholische De La Salle-Jungenschule in Finglas, und war danach Fabrikhilfsarbeiter. Zwischen 1979 und 1984 war er Mitarbeiter in einer Bücherei. Ermutigt von dem Dichter Anthony Cronin, gründete Bolger bereits mit 17 Jahren 1977 die Raven Arts Press, die sich zu einem wichtigen alternativen Verlag für neue irische Lyrik und Prosa wie auch zu einem ‚Motor‘ in der irischen Kulturszene entwickeln sollte, und veröffentlichte dort seine eigenen und fremde Gedichte; von 1979 bis 1992 war er ihr Leiter.
Mit Raven Arts war Bolger über die Verlagsarbeit hinaus auch im kulturellen Leben Irlands aktiv, indem er mit Unterstützung des Arts Council of Ireland u. a. die ‚Begegnung mit Dichtung‘ im Schulsystem organisierte, um das Werk zeitgenössischer Dichter in die irischen Schulen zu bringen, wie er auch Kunstfestivals in Finglas organisierte.
Bolgers eigene, immer größer werdende literarische Produktivität führte 1992 zur Schließung der Raven Arts Press, jedoch gründete er 1992 in Dublin dafür „New Island Books“, einen Verlag für Lyrik und dramatische Literatur, der bis heute erfolgreich irische Schriftsteller verlegt und wie auch schon die Raven Arts Press noch unbekannte zeitgenössische Autoren fördert.
Seit 1980 hat Bolger ein eigenes, umfangreiches lyrisches und dramatisches Werk sowie mehrere Romane vorgelegt. Daneben war und ist er, auch außerhalb seiner eigenen Verlage, häufig als Herausgeber tätig. 2020 legte Bolger mit Secrets Never Told seine erste Sammlung von (elf) Short Stories vor. Er ist Mitglied bei Aosdána und lebt in Dublin.

## Auszeichnungen (Auswahl)
- 1986 Æ Memorial Award
- 1990 Samuel Beckett Award
- 1990 Stewart Parker BBC Award

## Werke (Auswahl)

### Romane
- Night Shift (1982)
- The Woman's Daughter (1987, rev. u. erweit. 1991)
- The Journey Home (1990)
- Emily's Shoes (1992)
- A Second Life (1994)
- Father's Music (1997)
- Temptation (2000)
- The Valparaiso Voyage (2001)
- The Family on Paradise Pier (2005)[7]
- New Town Soul (2010)
- Second life : a renewed novel (2010)
- The Fall of Ireland (2012)
- Tanglewood (2015)
- The Lonely Sea and Sky (2016)
- An Ark of Light (2018)[8][9]

### Short Stories
- Secrets Never Told (2020)[10]

### Dramen
- The Lament for Arthur Cleary (1989)
- Blinded by the Light (1990)
- In High Germany (1990)
- The Holy Ground (1990)
- One Last White Horse (1991)
- A Dublin Bloom (1994)
- April Bright (1995)
- The Passion of Jerome (1999)
- Consenting Adults (2000)
- From These Green Heights (2004)
- The Townlands of Brazil (2006)
- Walking the Road (2007)
- Ranelagh Bus (2007)
- The Consequences of Lightning (2008)

### Lyrik
- The Habit of Flesh (1980)
- Finglas Lillies (1981)
- No Waiting America (1982)
- Internal Exiles (1986)
- Leinster Street Ghosts (1989)
- Taking My Letters Back (1998)
- The Chosen Moment (2004)
- External Affairs (2008)
- The Venice Suite. A Voyage Through Loss (2012)
- That Which is Suddenly Precious: New & Selected Poems (2015)

### Herausgeberschaft
- Suburban Poetry, Magazin des Finglas Writer’s Workshop (ab 1977)
- Invisible Dublin (1985)
- A Bright Wave/AnTonn Gheal (1989)
- The Picador Book of Contemporary Irish Fiction (1993), ISBN 978-0-330-32616-2
- Ireland In Exile (1993)
- Letters from The New Island (1995)
- Finbar's Hotel (1997) – ein „Roman“ über eine Nacht in einem Hotel in Dublin mit nicht gezeichneten Texten von Bolger, Doyle, Enright, Hamilton, Johnston, O’Connor und Tóibín.
- Ladies' Night at Finbar's Hotel (1999; Sequel zu Finbar's Hotel)
- The New Hennessy Book of Irish Fiction (2005)
- County Lines: A Portrait of Life in South Dublin County (2006)
- The Ledwidge Treasury: Selected Poems of Francis Ledwidge (2007)

Außerdem verfasste Bolger mehrere Filmscripts.

## Werke auf Deutsch
- Journey home. Roman, übers. von Thomas Gunkel. Hitzeroth, Marburg 1992, ISBN 3-89398-090-3 (als TB bei Rotbuch, Hamburg 1996, ISBN 3-88022-395-5)
- Finbars Hotel. Roman. Entwickelt und hrsg. von Dermot Bolger, Krüger, Frankfurt am Main 1999, ISBN 3-8105-0246-4
- auf Französ.: Un Irlandais en Allemagne, Librio, Paris 1999, ISBN 2-290-30872-2
- Im Fußballfieber. Erzählung, Frankfurt/M. 2001; ISBN 3-596-14898-7
- Ladies Night in Finbars Hotel. Entwickelt und hrsg. von Dermot Bolger [Roman], Krüger, Frankfurt am Main 2001, ISBN 3-8105-0247-2
- Die Versuchung. Roman, Rotbuch, Hamburg 2002, ISBN 3-434-53096-7
- Die Reise nach Valparaiso. Roman, Rotbuch, Hamburg 2003, ISBN 3-434-53108-4

- Wo die verlorenen Seelen wohnen. Mystery-Thriller, Boje, Köln 2012, ISBN 978-3-414-82335-9